# Perdita electa
Perdita electa är en biart som beskrevs av Timberlake 1960. Perdita electa ingår i släktet Perdita och familjen grävbin. Inga underarter finns listade i Catalogue of Life.